# Shelter (2007)
Shelter (bra: De Repente, Califórnia) é um filme americano independente de 2007, protagonizado por Trevor Wright e Tina Holmes, realizado e escrito por Jonah Markowitz. No Brasil, foi lançado nos cinemas em 19 de junho de 2009. Antes do lançamento nos cinemas, foi apresentado no Festival Mix Brasil.

## Sinopse
Zach é um jovem artista aspirante que mora em San Pedro, Califórnia . Ele adiou seus sonhos de ir para a escola de arte para trabalhar e ajudar sua irmã mais velha Jeanne, seu pai deficiente e seu sobrinho de cinco anos Cody, de quem ele cuida na maior parte do tempo, já que Jeanne passa o tempo festejando. Trabalhando como cozinheiro de lanchonete para sobreviver, Zach usa seu tempo livre para pintar, surfar e sair com sua namorada intermitente Tori e seu melhor amigo Gabe.
Quando o irmão mais velho de Gabe, Shaun, volta para a casa de Los Angeles por algumas semanas, Zach e Shaun desenvolvem uma amizade na próxima vez enquanto surfam juntos. Shaun, um escritor publicado, encorajou Zach a assumir o controle de sua vida e perseguir sua ambição de ir para a CalArts . Uma noite, depois de beber, Shaun beija Zach. No entanto, Zach não está preparado para ceder aos seus sentimentos imediatamente e lutar com a possibilidade de ser gay ou não. Depois que Zach termina com Tori, ele vai para a casa de Shaun, onde os dois se beijam e passam a noite juntos. Depois disso, Jeanne revela que ela e seu namorado Alan estão indo para Portland para sua entrevista de emprego, forçando Zach a cuidar de Cody. Zach está relutante, mas concorda. Quando Shaun o convida, ele diz para levar Cody junto e os três se divertem muito juntos. O relacionamento de Zach e Shaun começa a florescer, enquanto Shaun constrói um forte vínculo com Cody.
Zach se sente desconfortável quando Gabe e Jeanne descobrem seu relacionamento com Shaun. Embora Gabe o apoie, Jeanne revela suas opiniões homofóbicas e diz a Zach que não quer Cody perto de Shaun devido à sua sexualidade. Em uma festa mais tarde naquela noite, Zach entra em conflito e termina as coisas com Shaun, argumentando que ele não é como ele. Shaun diz que ele é óbvio ou que ele quer e é chamado de covarde por ter muito medo de lidar com seus sentimentos.
Shaun envia secretamente a inscrição de Zach na escola de arte em seu nome. Zach recebe uma ligação da CalArts dizendo que eles receberam o portfólio e a inscrição de Zach. Enquanto isso, Jeanne revela que Alan conseguiu um emprego em Portland e revela seu plano de se mudar para Oregon com ele permanentemente sem Cody. Zach é aceito na CalArts e é obrigado por decidir entre se colocar no primeiro lugar e ignorar seus próprios sonhos para sua família. Zach se encontra com Tori, que o incentiva a decidir por si mesmo se quiser ir para a CalArts ou ficar para cuidar de Cody. Depois de passar a noite na casa de Tori para evitar enfrentar Jeanne, Zach decide seguir em frente com sua carreira artística. Ele vê Shaun para se desculpar por terminar as coisas e confessa que havia sido aceito na escola no passado, mas adiou para cuidar de sua família depois que sua mãe morreu. Agora determinado a perseguir seus sonhos, ele reafirma seu amor por Shaun e os dois se reconciliam, fazendo planos para morar juntos perto da CalArts.
Zach então vai ver Jeanne que está se preparando para ir embora com Alan. Zach caminha até ela, de mãos dadas com Shaun, e dá um ultimato a Jeanne, dizendo que se ela quisesse abandonar Cody, ela teria que aceitar que Cody morasse com ele e Shaun. Uma briga começa; Zach garante a Jeanne que Cody estará de boas mãos com Shaun. Ela cede, aceitando o que é realmente melhor para Cody, e deixa os cuidados de Zach e Shaun enquanto ela vai para Portland com Alan.
O filme termina com Zach, Shaun e Cody brincando alegremente na praia como uma família.

## Elenco
- Trevor Wright — Zach
- Brad Rowe — Shaun
- Tina Holmes — Jeanne
- Jackson Wurth — Cody
- Katie Walder — Tori
- Ross Thomas — Gabe
- Albert Reed — Billy
- Joy Gohring — Ellen
- Matt Bushell — Alan
- Caitlin Crosby — Shari
- Raquel Justin — Blue

## Recepção
No agregador de críticas Rotten Tomatoes, que categoriza as opiniões apenas como positivas ou negativas, o filme tem um índice de aprovação de 60% calculado com base em 20 comentários dos críticos. Já no agregador Metacritic, com base em 11 opiniões de críticos que escrevem em maioria para a imprensa tradicional, o filme tem uma média aritmética ponderada de 66 entre 100, com a indicação de "revisões geralmente favoráveis".
Em 2015, Shelter esteve entre os três primeiros na pesquisa anual de leitores da Logo's NewNowNext "The Top 100 Greatest Gay Movies" por sete anos consecutivos e ficou em primeiro lugar duas vezes. Sid Smith, do Chicago Tribune, disse que Shelter '"captura a beleza, emoção e dor do amor jovem e extrai uma alegria casual do processo."

## Prêmios
- GLAAD Media Awards, Venceu, Melhor Filme – Lançamento Limitado , 2009.
- Seattle Lesbian & Gay Film Festival  – Venceu, Melhor Novo Diretor (Jonah Markowitz), 2007.
- Seattle Lesbian & Gay Film Festival – Venceu, Melhor Narrativa, 2007.
- Vancouver Queer Film Festival  – Venceu o prêmio People's Choice de Melhor Longa-Metragem, 2007.
- Tampa International Gay & Lesbian Film Festival  – Venceu, Melhor Ator (Trevor Wright), 2007.
- Tampa Gay & Lesbian Film Festival  – Venceu, Prêmio do Público de Melhor Cinematografia (Joseph White), 2007.
- Philadelphia International Gay & Lesbian Film Festival  – Venceu, Prêmio Especial para diretor estreante (Jonah Markowitz), 2007.
- Dallas OUT TAKES – Venceu, Melhor Filme, 2007.
- Outfest  – Venceu, Melhor Primeiro Longa-Metragem Dramático da HBO (Jonah Markowitz), 2007.
- Melbourne Queer Film Festival  – Venceu o prêmio Audience Choice de Melhor Longa-Metragem, 2007.

## Trilha sonora
O álbum da trilha sonora, Shelter: Music from the Motion Picture , foi lançado em 2008.
1. "Goin' Home" (escrita e interpretada por Bill Ferguson)
2. "I Like That" (escrita e interpretada por Shane Mack )
3. "No Way Home" (escrita e interpretada por Matt Pavolaitis e Brett Cookingham)
4. "Pirate Sounds" (escrita por Ariel Rechtshald, Josh Kessler, Marc Ferrari e [[Lewis Pesacov , interpretada por Matthew Popieluch)
5. "Teenage Romanticide" (escrita por Jen Mitz, Nina Martinez e Susan Gale, interpretada por Dance Yourself to Death)
6. "Look for Love" (escrita e interpretada por Tony Valenzuela)
7. "Darkness Descends" (escrita por Ariel Rechtshald, Josh Kessler, Marc Ferrari e Lewis Pesacov, interpretada por Matthew Popieluch)
8. "Vaporizer" (escrita e interpretada por Nicholas Viterelli)
9. "What Do You Believe In" (escrita por Jeffrey S. Haycock; arranjada por Christopher J Welsh e Scott "SkooB" Wilson; interpretada por The Vengers )
10. "Trying" (escrita por Ariel Rechtshald, Josh Kessler e Matthew Popieluch, interpretada por Matthew Popieluch)
11. "Gimmie Clam" (escrita e interpretada por Nicholas Viterelli)
12. "Break" (escrita e interpretada por Shane Mack)
13. "Reflection" (escrita e interpretada por Todd Hannigan)
14. "Lie to Me" (escrita e interpretada por Shane Mack)
15. "Time to Time" (escrita por Stewart Lewis e Reed Foehl, interpretada por Stewart Lewis)
16. "More Than This" (escrita e interpretada por Shane Mack)
17. "Long Way Home" (escrita e interpretada por Shane Mack)
18. "Remember to Forget" (escrita e interpretada por Shane Mack)
19. "Cool of Morning" (escrita e interpretada por Matt Pavolaitis e Brett Cookingham)